# Sam Sloman
Samuel Cole Sloman (19 settembre 1997) è un giocatore di football americano statunitense che milita nel ruolo di placekicker nella National Football League (NFL).

## Carriera

### Los Angeles Rams
Sloman al college giocò a football alla Miami University of Ohio dal 2016 al 2019. Fu scelto nel corso del settimo giro (248º assoluto) del Draft NFL 2020 dai Los Angeles Rams. Con essi disputò 7 partite, segnando 8 field goal su 11 prima di venire svincolato il 27 ottobre 2020.

### Tennessee Titans
Il 24 novembre 2020 Sloman firmò con i Tennessee Titans. Scese in campo nell'ultima gara della stagione regolare, segnando entrambi i field goal tentati. Fu svincolato il 12 gennaio 2021.